# Константін Діжон фон Монтетон
Барон Отто Вернер Фрідріх Константін Діжон фон Монтетон (нім. Otto Werner Friedrich Constantin Baron Digeon von Monteton; 28 лютого 1886, Бернбург, Німецька імперія — 27 червня 1944, Лепель, БРСР) — німецький воєначальник, генерал-майор вермахту (1 липня 1944; посмертно). Кавалер Лицарського хреста Залізного хреста.

## Біографія
Син генерал-майора барона Антона Діжона фон Монтетона, старший брат генерал-лейтенанта барона Альбрехта Діжона фон Монтетона. 22 березня 1905 року поступив на службу в Прусську армію. Учасник Першої світової війни. В 1920 році демобілізований.
В березні 1935 року вступив у запасний офіцерський корпус. З 26 серпня 1939 року — командир 311-го піхотного (з жовтня 1942 року — гренадерського) полку. Учасник Польської і Французької кампаній. 1 червня 1941 року прийнятий на дійсну службу. Учасник Німецько-радянської війни. В 1943 році здав командування полком і призначений командиром армійської військової школи 3-ї танкової армії. З червня 1944 року — бойовий комендант Лепеля. Загинув у бою.

## Нагороди
- Залізний хрест 2-го і 1-го класу
- Нагрудний знак «За поранення» в чорному
- Почесний хрест ветерана війни з мечами
- Медаль «За вислугу років у Вермахті» 4-го, 3-го і 2-го класу (18 років)
- Застібка до Залізного хреста
  - 2-го класу (22 вересня 1939)
  - 1-го класу (26 травня 1940)
- Штурмовий піхотний знак в сріблі (28 серпня 1941)
- Німецький хрест в золоті (9 липня 1942)
- Медаль «За зимову кампанію на Сході 1941/42»
- Лицарський хрест Залізного хреста (14 серпня 1944; посмертно)